# Goldener Ehrenring der Stadt Aachen
Der Goldene Ehrenring der Stadt Aachen wird an Persönlichkeiten verliehen, die sich mit ihrem Lebenswerk und hohen Engagement für das Wohl und das Ansehen der Stadt Aachen und ihrer Bürgerschaft eingesetzt haben.
Der Goldene Ehrenring wird seit 1972 verliehen. Über die Verleihung entscheidet der Stadtrat in Einzelentscheidung. Der Ring ist als Siegelring gearbeitet und zeigt des Stadtwappen, einen nach rechts blickenden Adler. Die bisher verliehenen Ehrenringe haben auf Grund des jeweiligen persönlichen Stils der entwerfenden Goldschmiede eine individuelle Form. Für Damen wird die Auszeichnung in Form einer Brosche als Ehrennadel gefertigt und verliehen.

## Träger des Goldenen Ehrenrings der Stadt Aachen
- 1972 Heinrich Hünerbein, Kommunalpolitiker
- 1972 Franz-Josef Krehwinkel, Kommunalpolitiker
- 1975 Wilhelm Fischer, Baudezernent
- 1975 Peter Ludwig, Kunstsammler
- 1975 Hans Wertz, Stadtkämmerer, Finanzminister des Landes Nordrhein-Westfalen, Präsident der Landeszentralbank von Nordrhein-Westfalen
- 1975 Jost Pfeiffer, Kommunalpolitiker, Unternehmer
- 1975 Anton Kurze, Oberstadtdirektor a. D.
- 1977 Irene Ludwig, Kunstsammlerin
- 1983 Albert Vahle, Kommunalpolitiker
- 1984 Anton Grunwald, Gewerkschafter und Kommunalpolitiker und Bürgermeister
- 1986 Hugo Cadenbach, Bankier, Präsident des ALRV, Honorarkonsul der Niederlande und Ungarns
- 1989 Willi Everartz, ehemaliges Mitglied des Rates
- 1989 Helmut Gies, Unternehmer
- 1989 Johann Müllejans, Dompropst
- 1989 Hermann Kessel, Kommunalpolitiker
- 1990 Manfred Fuchs, Stadtdirektor a. D.
- 1994 Kurt Malangré, Oberbürgermeister 1973–1989
- 1995 Waltraut Kruse, Kommunalpolitikerin, Bürgermeisterin
- 1995 Heiner Berger, Oberstadtdirektor a. D.
- 1996 Simon Schlachet, Vorsitzender der Jüdischen Gemeinde Aachen
- 1998 Egidius Braun, DFB-Präsident
- 1998 Hans Stercken, Journalist und Politiker
- 2000 Willy Hünerbein, Kommunalpolitiker
- 2000 Karl Otto Götz, Künstler
- 2005 Herbert Henn, Kommunalpolitiker
- 2006 Klaus Pavel, Präsident des ALRV und Honorarkonsul Brasiliens
- 2008 Burkhard Rauhut, Hochschulrektor der RWTH Aachen
- 2010 Walter Eversheim, Sprecher des Karlspreisdirektoriums 1997–2009
- 2022 Georg Helg, Ratsmitglied, Mitbegründer des Rathausvereins, Organisator des Aachener Krönungsmahls
- 2024 Elisabeth Geusen, Kommunalpolitikerin